# 白勝
白 勝（はく しょう）は、中国の小説で四大奇書の一つである『水滸伝』の登場人物。
梁山泊第百六位の好漢。地耗星の生まれ変わり。渾名は白日鼠（はくじつそ）で、博打好きのチンピラで昼間からつまらない悪さばかりしていたことから名付けられた。非力でこれといった特技も無く梁山泊での席次も最下位に近いが、晁蓋が梁山泊へ入山するきっかけとなる「智取生辰綱」で重要な役回りを演じ、使い走りとしても非常に良く働き、思わぬ手柄を立てる事もあった。妻帯者であるが、『悲華水滸伝』、『絵巻水滸伝』等では悲恋譚が与えられている。

## 生涯
済州安楽村のチンピラで、かつて晁蓋に面倒を見てもらっていたこと、計画を実行する黄泥岡の近くに住んでいたことから、晁蓋達の梁世傑が蔡京に贈る十万貫の賄賂を略奪する計画に加えられた。ここで白勝は酒売りに化けて、楊志たち護送役を油断させ痺れ酒を飲ませると言う大役を演じ切った。しかし、桶を担いで出かける所を目撃されていたのと、分け前の宝石で博打を打ったせいですぐ官憲に捕まり、拷問に耐え切れず晁蓋たちの名前も吐いた。そのせいで晁蓋たちは官憲に追われ、梁山泊へ逃れそこで山賊の頭領となった。直後、呉用たちの手助けで脱獄に成功し、白勝も梁山泊の末席に名を連ねた。
その後は潜入や伝令など体力の要る使い走りの仕事を担当、敗走中に追撃してきた敵将高廉の肩にまぐれで矢を当てたり、負傷した晁蓋を劉唐とともに救出するなど思わぬ手柄を立てたりした。百八星集結後は戴宗の下で伝令将校に任命される。遼との戦いでは敵の策略で盧俊義らとともに周囲を断崖にかこまれた谷底に閉じ込められるが、白勝が大量の旗やマントにくるまって山頂から転がり落ちて脱出、本隊に救助を要請するという手柄を立てた。
そんな白勝も方臘討伐戦で、杭州攻略後に疫病が蔓延し、病にかかり死亡した。